# Jurijs Hudjakovs
Jurijs Hudjakovs (ros. Юрий Владимирович Худяков, Jurij Władimirowicz Chudiakow; ur. 16 lutego 1969) – łotewski piłkarz rosyjskiego pochodzenia występujący na pozycji napastnika, reprezentant Łotwy, trener piłkarski.

## Kariera klubowa
Wychowanek klubu FK Daugava Ryga. W 1990 roku rozpoczął karierę na poziomie seniorskim w RAF Jelgava, z którą rywalizował we Wtorajej Nizszajej Lidze ZRRR oraz w Baltic League. W sezonie 1991 był zawodnikiem FK Pārdaugava/NSS (Mistrzostwa Łotewskiej SRR). W 1992 roku, po zmianie nazwy klubu FK Kompar-Daugava, wziął z nim udział w premierowym sezonie łotewskiej Virslīgi i z 10 zdobytymi bramkami został najlepszym strzelcem zespołu i piątym strzelcem całych rozgrywek. Latem 1993 roku przeniósł się on do ukraińskiego Metałurha Zaporoże, dla którego rozegrał jedno spotkanie w Wyszczej Lidze w meczu przeciwko Zorii Ługańsk (1:1). W sezonie 1994 występował w szwedzkim Gällivare SK, z którym dotarł do baraży o awans do Division 1.
Przed sezonem 1995 Hudjakovs podpisał kontrakt z Nieftiechimikiem Niżniekamsk. Spędził w tym klubie 1,5 roku jako gracz podstawowego składu, rozgrywając w tym czasie 47 ligowych meczów na poziomie PFL. Jesienią 1996 roku przeszedł do Zagłębia Lubin prowadzonego przez Mirosława Dragana. 15 września 1996 zadebiutował w I lidze w wygranym 3:2 meczu przeciwko GKS Bełchatów, w którym został zmieniony w 60. minucie przez Radosława Jasińskiego. W rundzie jesiennej sezonu 1996/97 zanotował łącznie 4 ligowe występy oraz 2 spotkania w ramach Pucharu Polski. Na początku 1997 roku odszedł do Sokoła Tychy, gdzie nie zaliczył żadnego oficjalnego występu i z powodu bankructwa klubu zmuszony był odejść przed zakończeniem rozgrywek. Przed rozpoczęciem sezonu 1997 zasilił nowo powstały FK Ventspils, dla którego rozegrał na poziomie Virslīgi 21 spotkań i zdobył 4 gole. W latach 1998–2000 grał w półzawodowym fińskim zespole Kaskö IK (Kakkonen), po czym zakończył karierę zawodniczą.

## Kariera reprezentacyjna
26 maja 1992 zaliczył jeden występ w reprezentacji Łotwy w towarzyskim spotkaniu przeciwko Malcie w Ta' Qali, zakończonym porażką 0:1.

## Kariera trenerska
Po zakończeniu kariery piłkarskiej zajął się szkoleniem grup młodzieżowych w Šitika Futbola skola w Rydze (2000–2016). W 2012 roku został zatrudniony przez LFF na stanowisku asystenta trenera Igorsa Stepanovsa w reprezentacji Łotwy U-17. W grudniu tego samego roku otrzymał od LFF wyróżnienie dla najlepszego młodzieżowego trenera roku na Łotwie. W latach 2013–2014 był trenerem rezerw FK Daugava Ryga (1. līga), występujących pod nazwą FK Daugava Ryga-2/Šitika. W sezonie 2014 prowadził pierwszoligowy klub SFK United, będący reprezentacją Šitika Futbola skoli. Od sierpnia 2017 roku pracuje w FK Rīgas Futbola skola.